# Viktors Ščerbatihs
Viktors Ščerbatihs (født 6. oktober 1974 i Dobele i Lettiske SSR) er en lettisk vægtløfter og politiker.
Ved Sommer-OL 2004 vandt Ščerbatihs en sølvmedalje i vægtklassen over 105 kg, med et samlet resultat på 455 kg (205 kg i træk og 250 kg i stød). Ved Sommer-OL 2008 vandt han tre bronzemedaljer i vægtklassen over 105 kg, med et samlet resultat på 455 kg. Ščerbatihs har også vundet tre bronzemedaljer i VM (i 1997, 1998 og 2003), guld i 2007 og adskillige medaljer i EM (bronze i 1997, 1999 og 2000, guld i 2001, sølv i 2004, og fire på hinanden følgende guldmedaljer i 2005–08). I 2001 blev Ščerbatihs testet positivt for anabolske steroider, og det lettiske forbund idømte ham to års diskvalificering.

Ščerbatihs har sideløbende haf en politisk karriere hos Letlands Bondeunion, hvor han i 2006 blev valgt til parlamentsmedlem i Saeima. Viktors Ščerbatihs er siden den 14. oktober 2008 Officer af Trestjerneordenen, en orden han fik overrakt af Letlands præsident Valdis Zatlers på Rigas Slot den 11. november 2008.